# Malmby
Malmby är en bebyggelse i Strängnäs kommun. Malmby ligger strax söder om centrala Strängnäs. Tidigare passerade E 20 precis vid Malmby. SCB avgränsade för bebyggelsen en småort mellan 1990 och 2020. Vid avgränsningen 2020 klassades bebyggelsen som en del av tätorten Strängnäs.

## Referenser

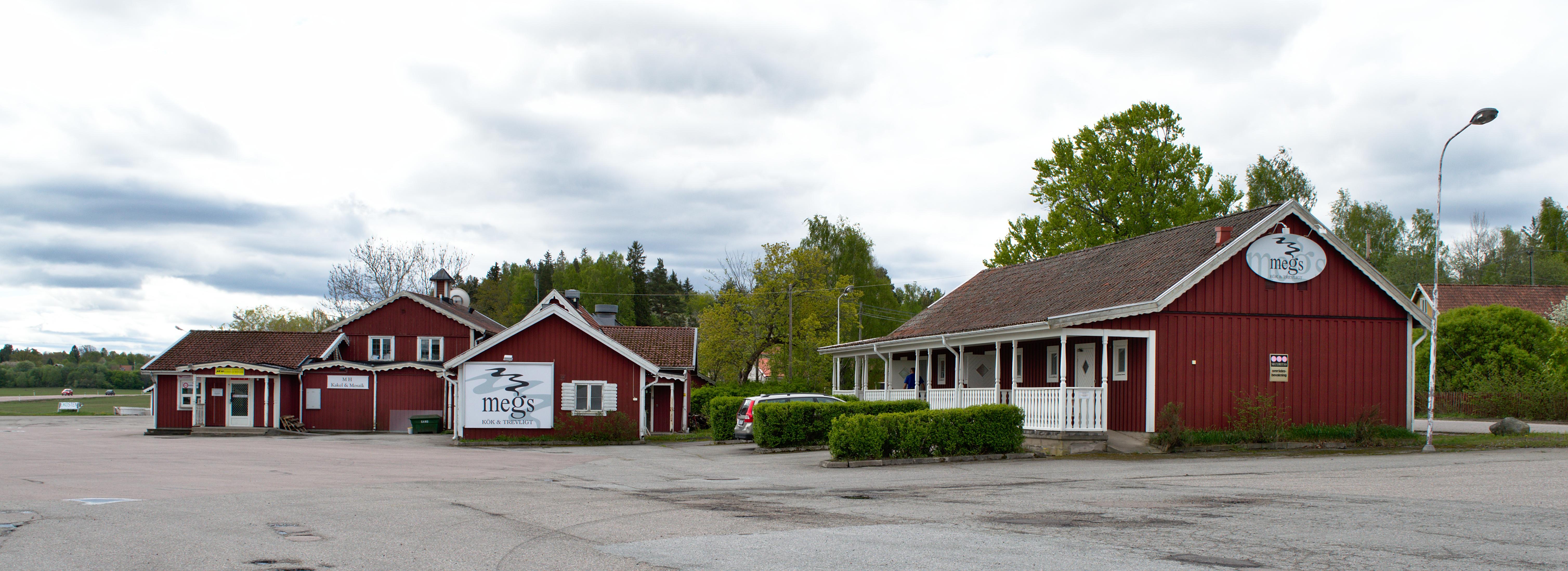
Den tidigare bensinstationen och värdshuset. I vänsterkanten syns motorvägens tidigare sträckning.